# Шанувальник
«Шанувальник» — радянський художній фільм у двох новелах 1973 року, знятий режисерами Алі Хамраєвим і Альбертом Хачатуровим на кіностудії «Узбекфільм».

## Сюжет
Фільм складається з двох новел.

### «Зіпсоване свято»
Чадолюбна мама, яка бажала будь-що-будь повернути дочку-студентку на свята додому, надсилає їй телеграму про свою «хворобу». Але ця брехня зіпсувала настрій Дінарі: повертатися до Ташкента їй зовсім не хотілося. У студентському загоні вона нарівні з усіма навчилася збирати бавовну і знайшла тут справжніх друзів.

### «Шанувальник»
Тіркаш живе в кишлаку з дідом. Приїзд самодіяльного ансамблю, серед учасників якого опинилася Ділор, сколихнув душу Тіркаша. З гіркотою він залишає діда та їде за нею.

## У ролях
- Ділором Камбарова — Ділор
- Абдугані Саїдов — Тіркаш
- Меліс Абзалов — дід Тіркаша
- Фархад Амінов — роль другого плану
- Раїса Амінова — роль другого плану
- Валерій Зубарєв — студент
- Ташбай-ота Ніязов — роль другого плану
- Сауле Токтибаєва — роль другого плану
- Фаріда Ходжаєва — Діля
- Яйра Абдулаєва — роль другого плану
- Закір Мухамеджанов — роль другого плану
- Ахрор Акбарходжаєв — роль другого плану
- Раджаб Адашев

## Знімальна група
- Режисери — Алі Хамраєв, Альберт Хачатуров
- Сценаристи — Олександр Адабаш'ян, Вільям Александров, Андрій Кончаловський, Альберт Хачатуров
- Оператори — Олександр Антипенко, Леонід Травицький
- Композитор — Фелікс Янов-Яновський
- Художник — Вадим Добрін